# Embalse de La Granda
El embalse de La Granda es un pequeño embalse situado íntegramente en el concejo de Gozón de Asturias (España), concretamente, en la parroquia de Cardo.
Es propiedad de la empresa Arcelor y fue puesto en servicio en el año 1956 con el fin de suministrar agua a la factoría siderúrgica asentada en la comarca de Avilés durante la década de 1950, con una capacidad de 3,21 hm³, ocupando una superficie de 32,50 ha.
Su presa es de materiales sueltos y tiene 23 metros de altura.
Además del mencionado uso industrial, también se realizan en él actividades lúdicas y de recreo.

## Entorno
El entorno del embalse está catalogado como ZEPA (Zona de Especial Protección para Aves), junto con los cercanos embalses de Trasona y San Andrés.
De su fauna, cabe destacar el azulón, la focha común, el martín pescador, o las gaviotas patiamarillas dentro de las aves. Los anfibios, entre los que destacan libélulas y caballitos del diablo, son muestra de la buena calidad de las aguas del embalse y de los cursos de agua cercanos. En cuanto a reptiles, cabe destacar la lagartija roquera o el lagarto verdinegro.
En cuanto a la flora, predomina el bosque de ribera, con alisos y sauces. Destacan también plantas húmedas como la salicaria, la menta acuática, el llantén de agua o el lirio amarillo.

## Cursos de La Granda
En sus inmediaciones, se celebran en el mes de agosto, desde 1979 los denominados Cursos de La Granda, promovidos por la Fundación de la Escuela Asturiana de Estudios Hispánicos con el fin de realizar, promocionar o colaborar en toda clase de estudios, seminarios, reuniones científicas, etc. Reúnen año tras año a intelectuales y estudiosos americanos y europeos que discuten desde distintos prismas la actualidad mundial.